# Дупликатура
Дупликатура (англ. duplicatura, лат. duplico «удваивать») — анатомическое образование, состоящее из двух слоев какой-либо пластинчатой структуры.
Дупликтура в организме человека:
- Девственная плева — наиболее известный частный случай дупликатуры в организме человека.
- Крайняя плоть — дупликатура кожи полового члена (или клитора), покрывающая его головку.
- Брыжейка — до недавнего времени считалось дупликатурой брюшины.
- Эпитарзус — дупликатура конъюнктивы глазного яблока между её переходной складкой и хрящом верхнего века.
- Мягкое нёбо — дупликатура слизистой оболочки с заключенным в ней небным апоневрозом и мышцами.